# Dipachystigma
Dipachystigma is een geslacht van vliesvleugeligen uit de familie Pteromalidae. De wetenschappelijke naam van dit geslacht is voor het eerst geldig gepubliceerd in 1911 door Crawford.

## Soorten
Het geslacht Dipachystigma omvat de volgende soorten:
- Dipachystigma cushmani Crawford, 1911
- Dipachystigma secundum Girault, 1917